# Paks
Paks är en stad i provinsen Tolna i Ungern. Staden hade 18 623 invånare (2019). Paks ligger vid floden Donau, 100 kilometer söder om Budapest. Ungerns enda kärnkraftverk ligger i Paks, Paks kärnkraftverk står för cirka 40 procent av elförsörjningen.

## Sport
- Paksi FC – fotbollsklubb.[2][3][4]
- Fehérvári úti Stadion som har en publikkapacitet på 6 150 åskådare.[5]